# Peter Lehner
Peter Lehner (* 23. November 1922 in Thun; † 23. Dezember 1987 in Bern) war ein avantgardistischer Schweizer Dichter und Sekundarlehrer.

## Leben und Wirken
Peter Lehner absolvierte ein Studium in Germanistik und Romanistik in Bern und Lausanne, das er 1948 mit dem Diplom für das Höhere Lehramt abschloss. Er arbeitete zunächst jedoch als Journalist, ab 1953 dann als Sekundarlehrer in Bern.
Lehner bediente sich als Schriftsteller gerne avantgardistischer Stilmittel, etwa aus dem Bereich der konkreten Poesie. Seine Kurzgeschichten nannte er «Zerzählungen». 1971 war er einer der Mitgründer der Gruppe Olten, von 1974 bis 1976 deren Präsident. Sein Nachlass befindet sich im Schweizerischen Literaturarchiv in Bern.

## Werke

### Originalausgaben
- Rot grün. Gedichte, Eirene, St. Gallen 1955
- Asfalt im Zwielicht. Verse, Niggli, Teufen 1956
- Ausfallstrasse. Gedichte, Tschudy (Der Bogen, Heft 63), St. Gallen 1959
- Fase Kran. Gedichte, Tschudy (Quadrat-Bücher 38), St. Gallen 1964
- Angenommen, um 0 Uhr 10. Zerzählungen, Tschudy, St. Gallen 1965
- Ein bisschen miss im Kredit. Wort Sport, Anabas, Bergen-Enkheim 1967
- David. Das grosse Abenteuer eines kleinen Ausreissers (Text zu Fotos von Fernand Rausser), Kandelaber, Bern 1968
- Sakralitäten-Blätterbuch. Gedichte und Prosa, Anabas, Steinbach 1971
- WAS ist DAS. Zerzählung, Lenos (Litprint 87), Basel 1972
- Wehrmännchens Abschied. Gedichte, Lenos (Litprint 82), Basel 1973
- Lesebuch, Lenos (Litprint 74), Basel 1975
- Bier-Zeitung. Materialien zur Literatur-Beilage Nr. 1–5, Lenos (Litprint 58), Basel 1979
- Nebensätzliches. Prosa und Gedichte, Lenos (Litprint 41), Basel 1982

### Als Herausgeber oder Mitautor
- Ensemble. Ein Schweizer Beitrag zur zeitgenössischen Lyrik. Hg. von Peter Lehner unter Mitwirkung von Hans Rudolf Hilty und Andri Peer, Benteli, Bern 1958
- Apero. Politerarisches Aperiodikum. Thema: science fiction (mit Egon Ammann und Sergius Golowin), Zürcher (Apero-Reihe 3), Gurtendorf, 1967
- Apero. Politerarisches Aperiodikum. Thema: Mehr oder weniger böse Geschichten (mit Egon Ammann und Sergius Golowin), Zürcher (Apero-Reihe 4), Gurtendorf, 1968
- Apero. Politerarisches Aperiodikum. Thema: agit-pop (mit Sergius Golowin und Walter Zürcher), Zürcher (Apero-Reihe 16), Gurtendorf, 1970

### Beiträge in Anthologien
- Dieses Buch ist gratis. Texte zeitgenössischer Schriftsteller. Hg. v. Theo Ruff und Peter K. Wehrli, Gratis-Verlag, Zürich, 1971
- Gut zum Druck. Hg. v. Dieter Fringeli, Artemis, Zürich 1972
- Taschenbuch der Gruppe Olten, Benziger, Zürich/Köln 1974
- Schweiz heute. Ein Lesebuch, Volk und Welt, Berlin 1976
- Fortschreiben, Artemis, Zürich 1977
- Gegengewichte, Stimmen, Reinach 1978
- Fluggras, Zytglogge, Bern 1984

## Weiteres
- Capramontes Schaulager (Veranstalter): Peter Lehner – Eine Hommage von Hans Ulrich Siegenthaler (Gitarre / Elektronik) und Walter Kretz (Geige). Rüfenacht, 2019